# Kukkajauratj
Kukkajauratj är en sjö i Jokkmokks kommun i Lappland och ingår i Luleälvens huvudavrinningsområde. Namnet är samiskt och kan på svenska översättas med Långtjärnen.